# Overkill
Overkill é uma banda estadunidense de thrash metal formada em 1980 na cidade de Nova Jersey. Sua formação original era composta por Bobby "Blitz" Ellsworth no vocal, Bobby Gustafson na guitarra, D. D. Verni no baixo e Rat Skates na bateria, e após muitas mudanças com os anos, Bobby Blitz e Verni remanesceram como fundadores e principais compositores. A banda também possui um mascote (de nome Chaly), um morcego esquelético com a cara de caveira, asas de ossos e olhos verdes, o qual aparece constantemente nos álbuns da banda. Contemporâneo de Exodus, Testament, Voivod, Sacred Reich e Death Angel, o Overkill ficou conhecido principalmente por sua técnica e alta velocidade.
Com mais de quarenta anos de carreira, já lançaram 17 álbuns de estúdio, 3 EPs, 3 álbuns ao vivo e um álbum de covers. Entre os álbuns mais aclamados do grupo estão Feel the Fire (1985), The Years of Decay (1989), Horrorscope (1991), Ironbound (2010) e The Electric Age (2012). Até 2012, o Overkill havia vendido mais de 16 milhões de unidades pelo mundo.

## História

### Surgimento: anos 1980
O Overkill nasceu em Nova Iorque em 1980, logo depois da explosão do heavy metal e do Thrash metal da Bay Area de São Francisco. Após uma sucessão de troca de guitarristas, a formação da banda se estabilizou em 1982 com Bobby "Blitz" Ellsworth no vocal, Bobby Gustafson na guitarra, D. D. Verni no baixo e Ratt Skates na bateria. Originalmente o nome no grupo era Virgin Killer, mas rapidamente mudaram-o para "Overkill", inspirados pela música homônima do Motörhead.
Antes de lançarem o primeiro álbum, a banda já havia gravado as demos Power In Black (1983) e Rotten To The Core (1984), além de participarem com a música "Death Rider" da compilação Metal Massacre 5 (1984), produzida pela Metal Blade Records. No ano seguinte é lançado o primeiro álbum da banda, Feel the Fire, com produção de Alex Perialas e Jon Zazula, lançado pela Megaforce Records.

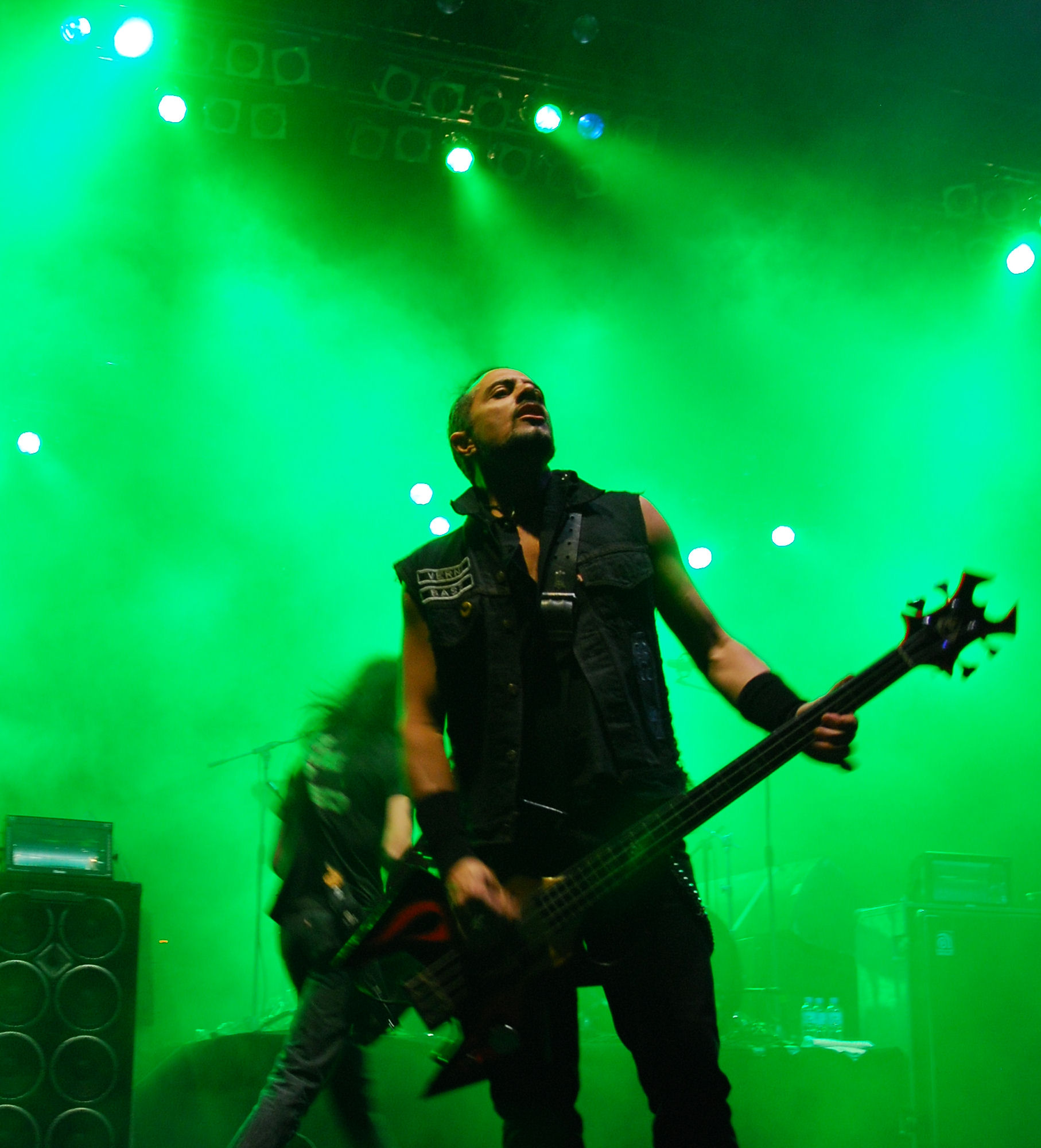
D. D. Verni

A Atlantic Records assina parceria com a Megaforce e investe mais na banda de um modo geral. As gravações continuam com Taking Over, o segundo trabalho do Overkill, que sai em 1987. Para a divulgação do álbum, a banda entra em tour. Dela são gravadas 4 faixas ao vivo: "Rotten to the Core", "Hammerhead", "Electro-Violence" e "Use Your Head", mais a inédita "Fuck You" em junho gravada no Phantasy Theatre (Cleveland), que vão para o EP Fuck You. A capa do EP, uma foto de um dedo médio levantado, gerou muita polêmica até ser censurada e a gravadora obrigada a lançá-lo com uma embalagem de plástico fosco. Como em todo trabalho do Overkill, a piada aqui é a música "You Are My Sunshine" tocada no meio de "Rotten To The Core". Ainda em 1987 a Atlantic Records lança Power Chords, Vol. 1, uma compilação em que o Overkill participa com a música "Wrecking Crew". Entre outras bandas, fizeram parte Anthrax com "Efilnikufesin (N.F.L.)", Testament com "Apocalyptic City", Savatage com "Hall of the Mountain King" e Manowar com "Black Wind, Fire and Steel".
No final da tour de Taking Over, o baterista Rat Skates deixa a banda e em seu lugar entra Sid Falck. Em 1988 é lançado Under the Influence, que vendeu mais de 300 mil cópias no mundo e trouxe músicas como "Never Say Never" e "Hello from the Gutter"; esta última ganhou um videoclipe que, com sua constante exibição nas televisões americanas, trouxe maior popularidade para a banda. As fotos da capa são de Frank White e Dan Muro.
The Years of Decay é lançado no ano seguinte, em 1989. Incluem as faixas "Skullkrusher", a faixa-título e a clássica "Elimination", presente nas setlists até os dias de hoje. A faixa "E.Vil N.Ever D.Ies" marca o final da sequência que se originou com a música "Overkill" de Feel the Fire, "Overkill II (The Nightmare Continues)" de Taking Over e "Overkill III (Under the Influence)" de Under The Influence. Além disso, percebe-se que a fase mais voltada ao ocultismo nas letras e peso arrastado chega ao fim. Nessa época sai o guitarrista Bobby Gustafson e para seu lugar são recrutados Merritt Gant e Rob Cannavino, que havia sido roadie do Armored Saint e do próprio Overkill por um longo tempo.

### Anos 1990
Em 1991 a banda grava o quinto álbum de estúdio da carreira, Horrorscope. A curiosidade neste trabalho é a cover de "Frankenstein" de Edgar Winter. Após seu lançamento, a Overkill começou a ser mais conhecida fora dos EUA, mas o baterista Sid Falck sofreu um acidente de carro e precisou afastar-se da banda. Tim Mallere (ex-M.O.D.) preencheu sua vaga.
Depois de um tempo para a banda fazer tour e se adaptar ao novo baterista, é lançado o álbum I Hear Black em 1993 com o produtor Alex Perialas. As fotografias ficam por conta de Amy Guip e o design de capa por Larry Freemantle.

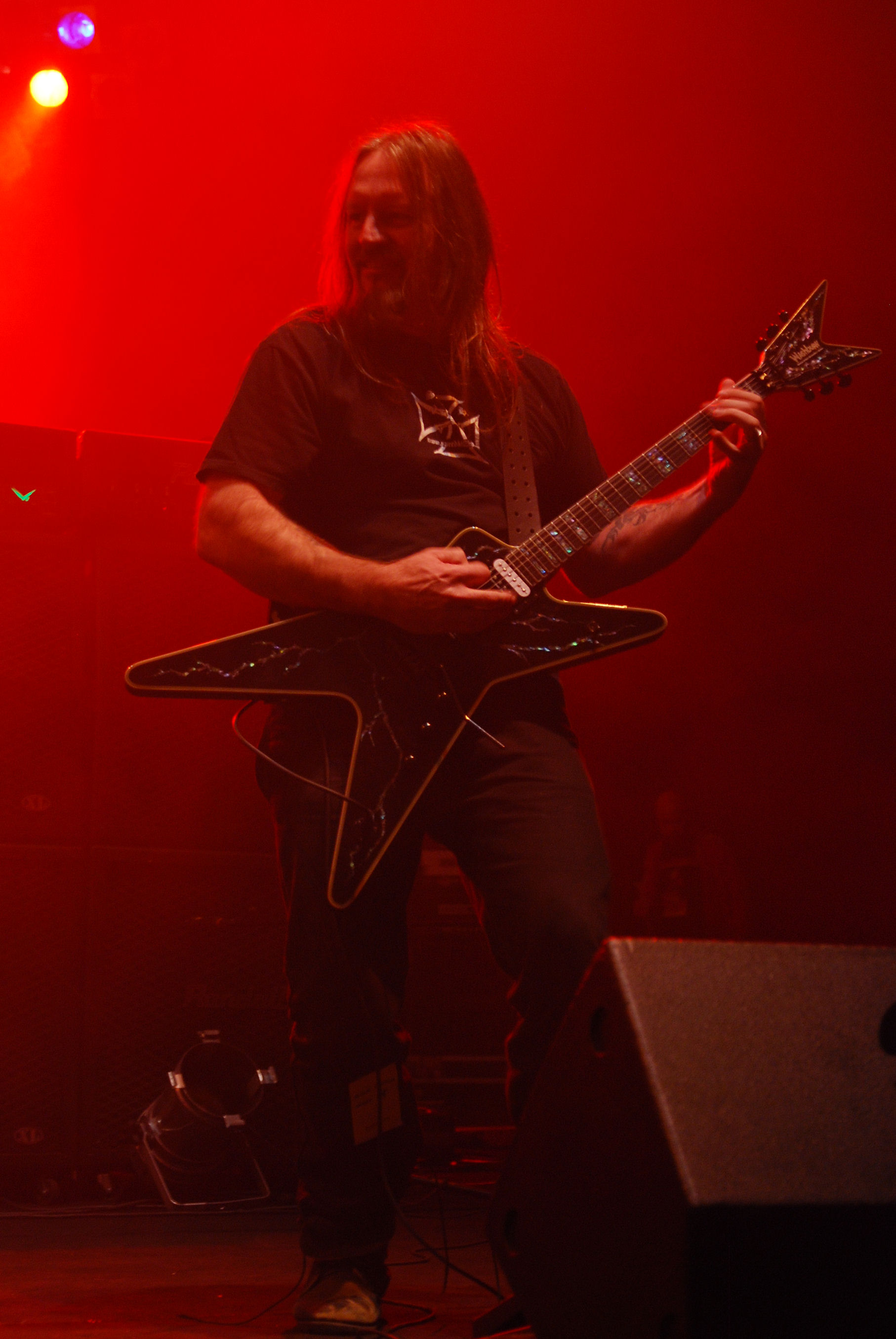
Dave Linsk

Em 1994 a banda resolve voltar ao som antigo e produz, pela primeira vez sozinha, o álbum W.F.O. (Wide Fucking Open). O trabalho se mostra diferente dos anteriores, trazendo algumas mudanças nítidas como o som do baixo, que está mais claro e evidente.
Para comemorar o aniversário de 10 anos da banda, é lançado em outubro de 1995 o álbum Wrecking Your Neck pela CMC Records, gravado ao vivo em um show de Cleveland. As fotos de capa são de Andreas Schowe.
Mais um álbum ao vivo sai em outubro de 1996. !!!Fuck You!!! and Then Some traz a cover de "Hole in the Sky" do Black Sabbath e tem o design de capa assinado por Peter Tsakiris. A banda sofre novamente abalos em sua formação quando Merritt Gant deixa a banda para se casar e Rob Cannavino decide se dedicar à corrida de moto profissional. Nos lugares deixados pelos guitarristas entram Joe Comeau e Sebastian Marino.
Com nova formação, o álbum seguinte é produzido novamente pela própria banda. The Killing Kind é lançado em 1996 e é considerado por muitos um dos álbuns de melhor produção que eles já tiveram.
O ano de 1997 é marcado para o Overkill com muito trabalho. Além da tour, participam ainda do "Tribute To Judas Priest: Legends Of Metal" com a música "Tyrant" e em setembro do mesmo ano é lançado o álbum From the Underground and Below.
Em 1998, o vocalista Bobby Ellsworth foi diagnosticado com câncer no nariz, removido por cirurgia.
O próximo álbum de estúdio, Necroshine, é lançado em fevereiro de 1999 e, logo depois, em outubro é a vez de Coverkill, um álbum somente de covers que apresenta uma diversidade de estilos. Entre os covers estão "Hole in the Sky", "Cornucopia" e "Never Say Die" do Black Sabbath, "Space Truckin" do Deep Purple, "Deuce" do Kiss, "Tyrant" do Judas Priest, "Death Tone" do Manowar, "Hymn 43" do Jethro Tull, "Ain't Nothin' To Do" do Dead Boys, "No Feelings" do Sex Pistols, "I'm Against It", do Ramones e "Overkill" do Motörhead.

### Anos 2000
Novamente há problemas com os guitarristas e Sebastian Marino e Joe Comeau saem da banda sendo substituídos por Dave Linsk e Derek Tailer. Com essa formação, ainda hoje na ativa, a banda lança o álbum Bloodletting em outubro de 2000 pela Metal-Is Records. O design de capa é de Travis Smith.

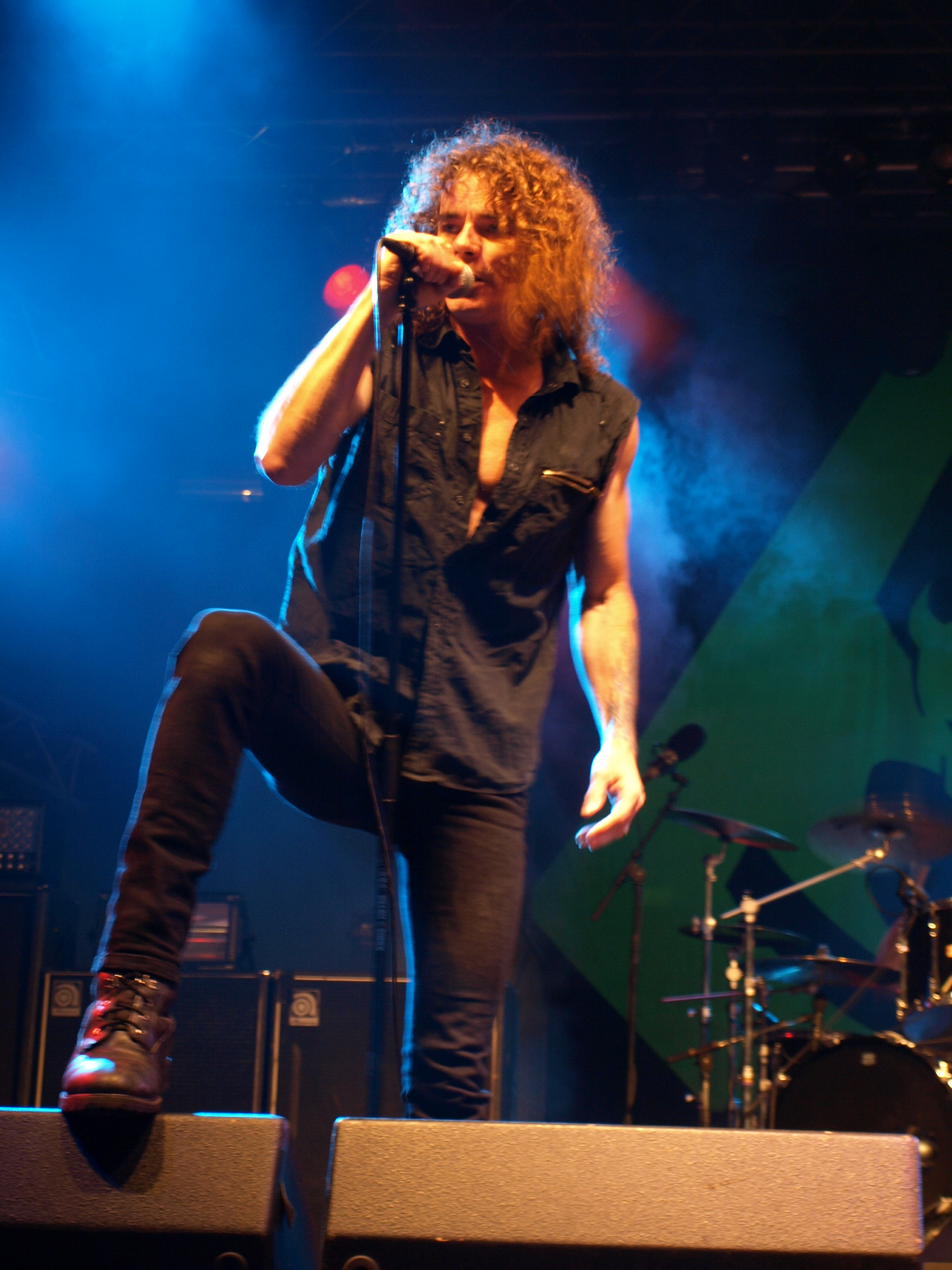
Bobby Ellsworth

Em novembro do mesmo ano a banda inicia uma tour pela Europa como convidado especial da turnê "Halford: Resurrection World Tour". Desde então o Overkill não tinha encontrado um novo segundo guitarrista, no entanto, Joe Comeau entra temporariamente para a tour. Como a esposa de D. D. Verni estava prestes a dar à luz ao seu segundo filho, foi substituído temporariamente por Derek "The Skull" Tailer da banda SMF de Dee Snider. No início de 2001, Derek Tailer foi anunciado como um membro permanente do Overkill, não no baixo, mas no lugar vago na guitarra. Depois de uma pausa, o Overkill ressurge em 2002 com Wrecking Everything, seu segundo álbum ao vivo, gravado no Teatro Paramount, em Asbury Park, Nova Jersey. O álbum continha somente músicas que não haviam sido lançadas em Wrecking Your Neck. A mesma ocasião foi utilizada para gravar, pela primeira vez, um DVD, o Wrecking Everything - An Evening In Asbury Park, também lançado em 2002.
Na tour europeia, em junho de 2002, durante o último show da turnê em Nuremberg, Alemanha, Bobby Ellsworth sofreu um derrame no palco e desmaiou. Durante cerca de quatro dias, corriam rumores desenfreados, relatando que Blitz estava em coma, permanentemente paralisado ou mesmo que Blitz tinha morrido. Três dias depois, a banda anunciou que o derrame não teve consequências duradouras, assim como nenhuma causa que poderia ser determinada pelos médicos.
Overkill entra em estúdio no final de 2002 para gravar seu próximo álbum de estúdio, Killbox 13. Produzido pela banda e por Colin Richardson e lançado em março de 2003. O álbum foi aclamado pela crítica, que combina o então Overkill com seu estilo cru antigo, tal como apresentado no álbum de estreia Feel The Fire. Para a distribuição do álbum incluía uma série de festivais europeus durante o verão, e uma turnê europeia seguida em novembro com Seven Witches. A banda tocou sem Derek Tailer, que esteve ausente por motivos não revelados. Ninguém foi contratado para preencher para ele, de modo que o Overkill excursionou como um quarteto, pela primeira vez desde 1990. Tailer ainda era considerado um pleno membro da banda.
No final de 2004, após uma turnê japonesa com Death Angel e Flotsam and Jetsam, a banda começou a trabalhar em outro álbum no seu próprio estúdio de gravação. O álbum ReliXIV foi produzido e mixado pela própria banda e lançado em março de 2005.

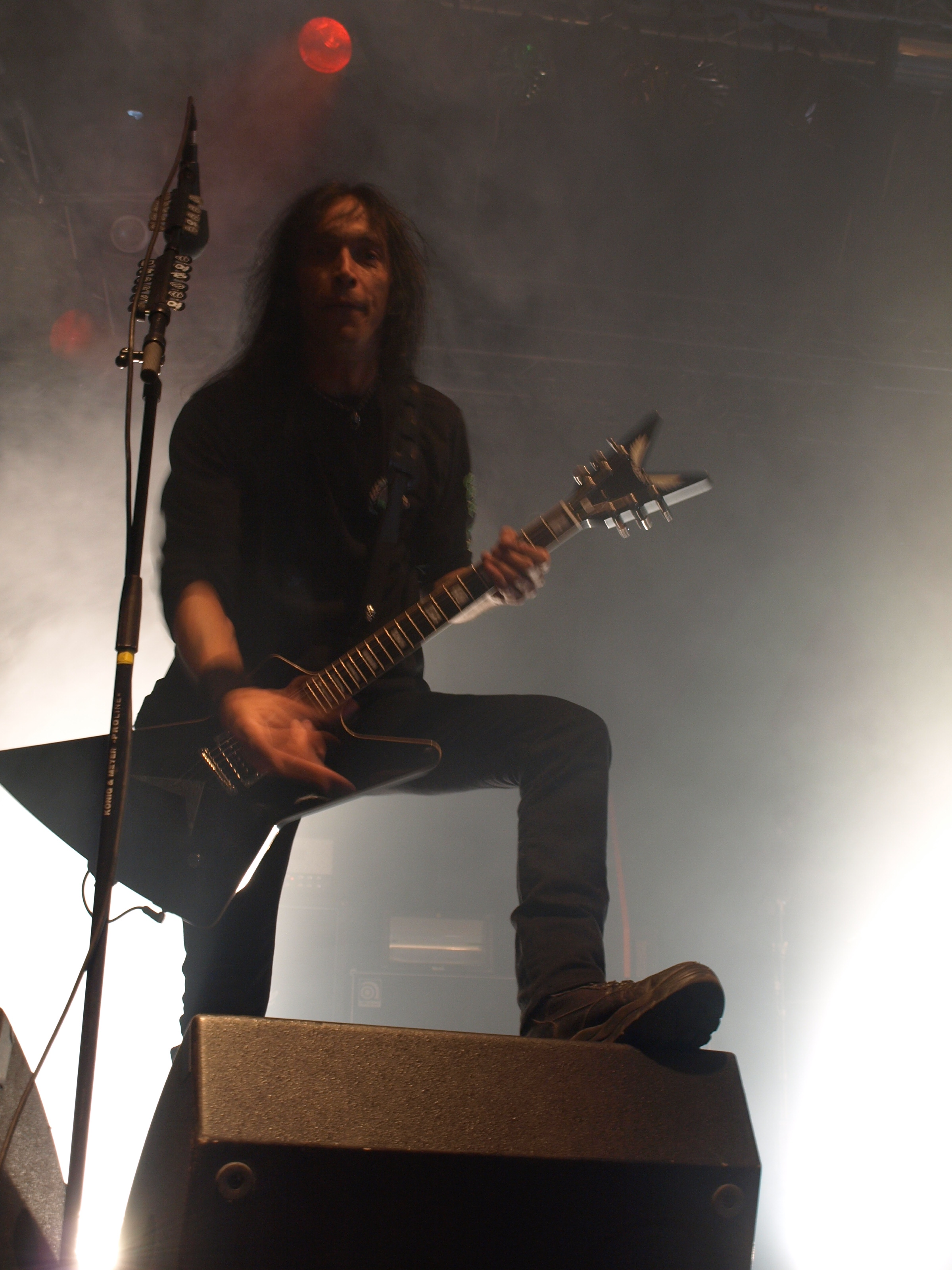
Derek Tailer

Em maio de 2005, foi anunciado que Tim Mallare não iria participar da próxima tourê, e para substituí-lo foi chamado o ex-baterista Ron Lipnicki Hades. Poucas semanas depois, a banda anunciou que Tim Mallare tinha deixado a banda permanentemente e Lipnicki seria seu substituto. Após uma tour nos EUA a banda foi adicionada ao Gigantour de 2006.
Agora com a gravadora Bodog Music, a banda começa a reunir forças com Jonny e Zazula Marsha, os anteriores proprietários da Megaforce Records, agora parte da equipe Bodog nos Estados Unidos. O Overkill lança seu 14º álbum de estúdio, Immortalis, em 9 de outubro de 2007 com a participação de Randy Blythe, vocalista do Lamb Of God, na música "Skull and Bones".

### 2010-atualmente
Em 30 de outubro de 2009, o Overkill fechou um contrato com a Nuclear Blast Records. O álbum seguinte, Ironbound, é descrito como uma verdadeira obra de thrash metal, cujo lançamento ocorreu em 29 de janeiro de 2010. Durante a turnê de 2010, passaram por algumas cidades brasileiras.
Em 2012 lançaram seu 16º álbum de estúdio intitulado The Electric Age, mantendo o mesmo nível do CD anterior. Passaram novamente pelo Brasil no meio do ano para a divulgação do álbum.
Em julho de 2014 lançam o 17º álbum de estúdio intitulado White Devil Armory com a mesma formação do álbum anterior. O disco chegou à posição 31 da Billboard 200, marcando a melhor posição da banda na parada americana até hoje. Na primeira semana, 8 400 cópias foram vendidas nos Estados Unidos, superando as vendas dos dois últimos álbuns. A banda, então, embarca em uma turnê pela América do Norte e Europa até o fim do ano.
Em 5 de novembro de 2015, foi anunciado que o Overkill faria um show especial em 16 de abril de 2016 em Oberhausen, onde tocaram os álbuns Feel the Fire e Horrorscope na íntegra. O show foi filmado e gravado profissionalmente para o DVD Live in Overhausen, lançado em 18 de maio de 2018.

## Integrantes
Formação atual

Logotipo do Overkill

- Carlo "D.D." Verni - baixo (1980-presente)
- Bobby "Blitz" Ellsworth - vocal (1980-presente)
- Dave Linsk - guitarra solo (1999-presente)
- Derek Tailer - guitarra ritmica (2001-presente)
- Jason Bittner - bateria (2017-presente)

Ex-membros
- Rat Skates - bateria (1980-1987)
- Robert "Riff Thunder" Pisarek - guitarra (1980-1981)
- Dan Spitz - guitarra (1981)
- Anthony Ammendolo - guitarra (1981)
- Rich Conte - guitarra (1981-1982)
- Mike Sherry - guitarra (1981-1982)
- Joe - guitarra (1982)
- Bobby Gustafson - guitarra (1982-1990)
- Bob "Sid" Falck - bateria (1987-1992)
- Tim Mallare - bateria (1992-2005)
- Rob Cannavino - guitarra (1990-1995)
- Merritt Gant - guitarra (1990-1995)
- Joe Comeau - guitarra (1995-1999)
- Sebastian Marino - guitarra (1995-2000)
- Ron Lipnicki - bateria (2005-2017)

## Discografia
- 1985 - Feel the Fire
- 1987 - Taking Over
- 1988 - Under the Influence
- 1989 - The Years of Decay
- 1991 - Horrorscope
- 1993 - I Hear Black
- 1994 - W.F.O.
- 1996 - The Killing Kind
- 1997 - From the Underground and Below
- 1999 - Necroshine
- 2000 - Bloodletting
- 2003 - Killbox 13
- 2005 - ReliXIV
- 2007 - Immortalis
- 2010 - Ironbound
- 2012 - The Electric Age
- 2014 - White Devil Armory
- 2017 - The Grinding Wheel
- 2019 - The Wings of War
- 2023 - Scorched